# L'Humeur vagabonde (émission de radio)
L'Humeur vagabonde est une émission de radio diffusée sur France Inter entre 2001 et 2021 , produite et présentée par Kathleen Evin.

## Concept
L'animatrice s'entretient longuement avec un invité, la conversation étant interrompue par des archives audio, des lectures, ainsi qu'un reportage. Ses interlocuteurs sont surtout des artistes, des écrivains, ou des intellectuels. Elle rassemble chaque soir 575 000 auditeurs.
Le titre de l'émission est un hommage au roman éponyme d'Antoine Blondin paru en 1955.
Son générique est Finding Beauty, de Craig Armstrong.

## Historique
L'Humeur vagabonde naît en 2001 et est diffusée du lundi soir au jeudi soir entre 20 et 21h. En juin 2010, le magazine culturel Télérama annonce sa suppression. Toutefois, Kathleen Evin parvient à la sauver, mais avec une modification annoncée de son contenu : l'émission sera désormais centrée sur la littérature. Mais au fil des semaines, la programmation reprend progressivement son caractère éclectique et la productrice reçoit à nouveau auteurs, comédiens, réalisateurs, metteurs en scène ou encore musiciens.
A la rentrée 2016, l'émission de Kathleen Evin devient hebdomadaire et est diffusée le dimanche de 14 à 15h. En septembre 2017, elle change de case, passant le samedi à 19h20, et réduite de 20 minutes .